# Crump Island (Antigua)
Crump Island ist eine kleine unbewohnte Insel vor der atlantischen Ostküste der Karibikinsel Antigua.

## Lage und Landschaft
Crump Island befindet sich in der nordöstlichen Riffzone Antiguas und ist eine der mittelgroßen ihrer Nebeninseln.
Sie liegt nördlich von Seatons zwischen Mercers Creek Bay im Süden und Guiana Bay im Norden, und vor der Halbinsel von Meadows/Coconut Hall, durch eine nur 50 Meter weite Wasserstraße getrennt. Östlich entfernter anschließend befindet sich Pelican Island vor Rooms. Verwaltungsmäßig gehört sie zum Saint Peter’s Parish.
Die Insel selbst misst etwa 1½ Kilometer von West nach Ost, ihre Breite variiert um die hundert Meter. teils ist sie nur wenige Dutzend Meter breit. Insgesamt hat die Insel eine Fläche von etwa zwölf Hektar.
Die Insel erhebt sich nur wenige Meter über den Meeresspiegel, ist von tropischem Buschwald bestanden und teils von Fels, teils von reinweißen Stränden gesäumt.

## Geschichte und Naturschutz
Die Insel hieß ursprünglich Goat Island (‚Ziegeninsel‘), erhielt aber schon im 18. Jahrhundert ihren Namen vom Anwesen Crump, beim heutigen Coconut Hall.
Die Insel ist  Privatbesitz und unbewohnt. Seit den 1960ern ist sie sowohl für die touristische Erschließung wie auch den Naturschutz relevant.
In den 1970ern wurde hier ein Crump Island Wildlife Reserve (Nicholson 1977)
vorgeschlagen.
In den 1980ern wurde von einer lokalen Gruppe ein Crump Island Coral Reef Marine Park (o.Kz.) projektiert. Er sollte 177 ha marine Landschaft, ein Meeresaquarium und einen Lehrpfad umfassen. Eröffnung war für August 1991 geplant.
In den späten 1990ern wurde hier aber das Asia Village Resort geplant, am Festland, auf Crump Island und Guiana Island, eine weitläufige Hotelanlage malaysischer Investoren. Diesem Projekt wurde nach Protesten der Bevölkerung von der Regierung die Unterstützung entzogen.
Seit 2006 gehört die Insel zum North East Marine Management Area (NEMMA, 78 km²), ein recht unspezifisches Schutzgebiet. 2007 wurde auch ein Offshore Islands Important Bird Area (AG006), unter dem die antiguanischen Nebeninseln als bedeutenden Gebiet für Küstenvögel zusammengefasst sind, festgestellt.
Andererseits ist hier auch in den 2010ern wieder ein Luxushotel und Resort seitens eines chinesischen Investors im Gespräch.